# Vincennes
Vincennes (AFI: /vɛ̃ˈsɛn/) è un comune francese di 49 186 abitanti situato nel dipartimento della Valle della Marna nella regione dell'Île-de-France.

## Storia
La fondazione della città risale al XII secolo, ad opera del sovrano Luigi VII.

## Geografia fisica
La città sorge nella parte orientale dell'agglomerazione di Parigi, con la quale è saldata urbanisticamente. È collegata alla capitale sia tramite la metropolitana che tramite la RER.

## Società

### Evoluzione demografica
Abitanti censiti

## Cultura

### Monumenti
- Château de Vincennes. È uno dei più importanti castelli reali esistenti di Francia e risale al XIV secolo. In esso furono conservate le reliquie della corona di spine prima che fossero trasferite nella Sainte-Chapelle. Nel XVIII secolo fu sede della celebre manifattura di porcellana di Vincennes. Nelle sue prigioni furono rinchiusi tra gli altri Denis Diderot, il marchese de Sade ed il rivoluzionario francese Mirabeau. Nei suoi fossati fu fucilata il 15 ottobre 1917 la famosa spia Mata Hari.
- Sainte-Chapelle di Vincennes, edificio religioso di stile gotico flamboyant sito all'interno della recinzione del Castello, risalente al XIV secolo e costruito sul modello della Sainte-Chapelle di Parigi

### Istruzione
Nella città si trova l'Università Parigi VIII, conosciuta semplicemente come Université de Vincennes. Negli anni settanta del XX secolo vi hanno insegnato, fra gli altri, i filosofi Gilles Deleuze e Félix Guattari.

## Amministrazione

### Gemellaggi
- Castrop-Rauxel
- Lambeth
- Montigny-le-Tilleul
- Tomar
- Vincennes